# Lobelia oligophylla
Lobelia oligophylla är en klockväxtart som först beskrevs av Hugh Algernon Weddell, och fick sitt nu gällande namn av Thomas G. Lammers. Lobelia oligophylla ingår i släktet lobelior, och familjen klockväxter. Inga underarter finns listade i Catalogue of Life.

## Bildgalleri

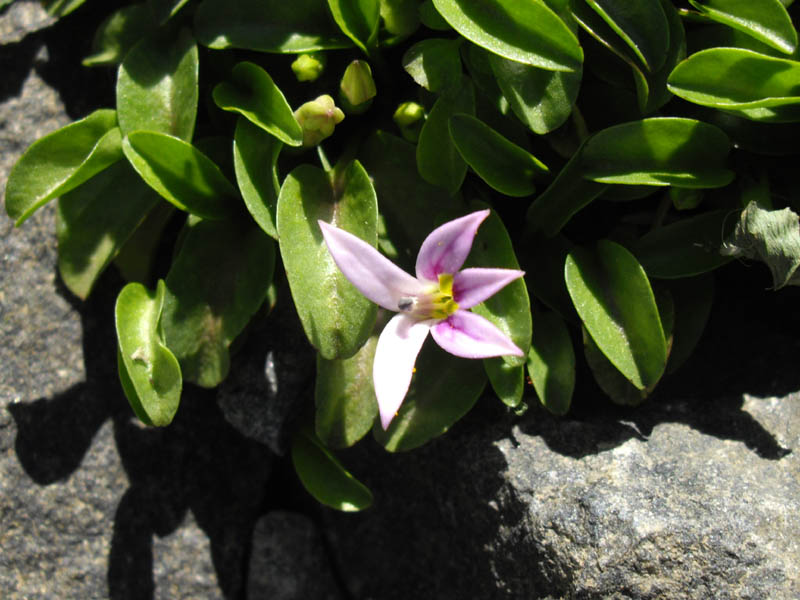
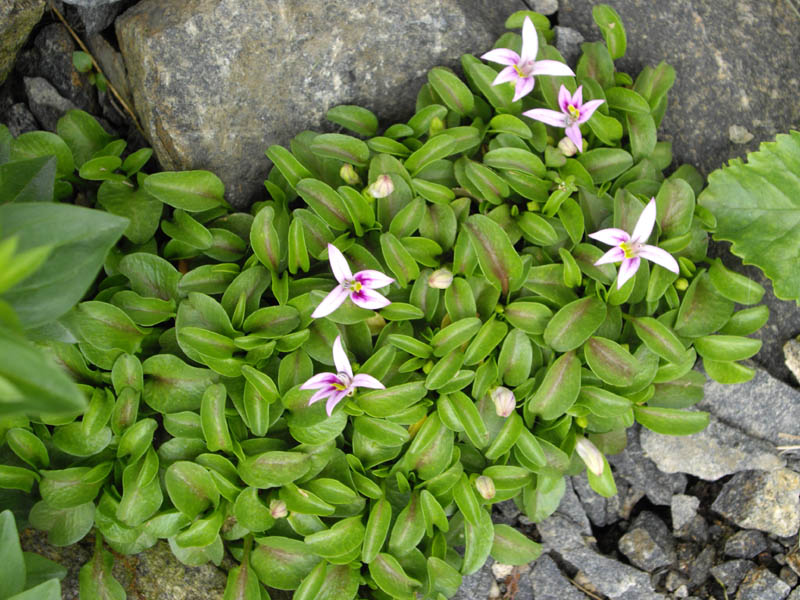